# اريك ستيفنز (لاعب كرة قدم أمريكية)
اريك ستيفنز (بالإنجليزية: Eric Stevens)‏ هو لاعب كرة قدم أمريكية أمريكي، ولد في 1 أكتوبر 1989.